# فريدريش جورج فون بونخي
فريدريش جورج فون بونخي (بالروسية: Бунге, Фёдор Андреевич)‏ (و. 1802 – 1897 م) هو مؤرخ، ومحامي، وبروفيسور من الإمبراطورية الروسية، وألمانيا، ولد في كييف، توفي في فيسبادن، عن عمر يناهز 95 عاماً.

## التعليم
تعلم في الجامعة الإمبراطورية في دوربات ‏.